# Die Simpsons/Staffel 31
Die 31. Staffel der US-amerikanischen Zeichentrickserie Die Simpsons wurde vom 29. September 2019 bis zum 17. Mai 2020 auf dem US-amerikanischen Sender Fox ausgestrahlt. Die deutschsprachige Erstausstrahlung der Folgen 1 bis 9 sowie 11 bis 17 fand vom 10. August bis zum 23. November 2020 auf dem deutschen Free-TV-Sender ProSieben statt. Am 27. November 2020 wurde die gesamte 31. Staffel auf Disney+ veröffentlicht.

## Episoden
| Nr. (ges.) | Nr. (St.) | Deutscher Titel                                     | Originaltitel                            | Erstausstrahlung USA | Deutschsprachige Erstveröffentlichung (D) | Regie             | Drehbuch                                     | Zuschauer (USA) | Prod. Code |
| ---------- | --------- | --------------------------------------------------- | ---------------------------------------- | -------------------- | ----------------------------------------- | ----------------- | -------------------------------------------- | --------------- | ---------- |
| 663        | 1         | Der Winter unseres monetarisierten Vergnügens       | The Winter of Our Monetized Content      | 29. Sep. 2019        | 10. Aug. 2020                             | Bob Anderson      | Ryan Koh                                     | 2,33 Mio.       | YABF19     |
| 664        | 2         | Der Mentor                                          | Go Big or Go Homer                       | 6. Okt. 2019         | 10. Aug. 2020                             | Matthew Faughnan  | John Frink                                   | 5,63 Mio.       | YABF21     |
| 665        | 3         | San Castellaneta                                    | The Fat Blue Line                        | 13. Okt. 2019        | 17. Aug. 2020                             | Michael Polcino   | Bill Odenkirk                                | 2,13 Mio.       | YABF22     |
| 666        | 4         | Episode 666                                         | Treehouse of Horror XXX                  | 20. Okt. 2019        | 17. Aug. 2020                             | Timothy Bailey    | J. Stewart Burns                             | 5,42 Mio.       | YABF18     |
| 667        | 5         | Gorilla Ahoi!                                       | Gorillas on the Mast                     | 3. Nov. 2019         | 24. Aug. 2020                             | Matthew Nastuk    | Max Cohn                                     | 2,02 Mio.       | YABF20     |
| 668        | 6         | Stammesfehde                                        | Marge the Lumberjill                     | 10. Nov. 2019        | 24. Aug. 2020                             | Rob Oliver        | Ryan Koh                                     | 5,00 Mio.       | ZABF02     |
| 669        | 7         | La Pura Vida                                        | Livin La Pura Vida                       | 17. Nov. 2019        | 12. Okt. 2020                             | Timothy Bailey    | Brian Kelley                                 | 2,08 Mio.       | ZABF03     |
| 670        | 8         | Das perfekte Dinner                                 | Thanksgiving of Horror                   | 24. Nov. 2019        | 12. Okt. 2020                             | Rob Oliver        | Dan Vebber                                   | 5,42 Mio.       | YABF17     |
| 671        | 9         | Mein Todd, mein Todd, warum hast du mich verlassen? | Todd, Todd, Why Hast Thou Foresaken Me?  | 1. Dez. 2019         | 19. Okt. 2020                             | Chris Clements    | Tim Long & Miranda Thompson                  | 1,99 Mio.       | ZABF04     |
| 672        | 10        | Süßer die Glocken nie tingeln                       | Bobby, It’s Cold Outside                 | 15. Dez. 2019        | 27. Nov. 2020                             | Steven Dean Moore | Jeff Westbrook & John Frink                  | 4,97 Mio.       | ZABF01     |
| 673        | 11        | Bitte lächeln!                                      | Hail to the Teeth                        | 5. Jan. 2020         | 19. Okt. 2020                             | Mark Kirkland     | Elisabeth Kiernan Averick                    | 1,81 Mio.       | ZABF05     |
| 674        | 12        | Mensch gegen Maschine                               | The Miseducation of Lisa Simpson         | 16. Feb. 2020        | 26. Okt. 2020                             | Matthew Nastuk    | J. Stewart Burns                             | 1,95 Mio.       | ZABF06     |
| 675        | 13        | Frinkcoin                                           | Frinkcoin                                | 23. Feb. 2020        | 26. Okt. 2020                             | Steven Dean Moore | Rob LaZebnik                                 | 1,84 Mio.       | ZABF07     |
| 676        | 14        | Spoiler Boy                                         | Bart the Bad Guy                         | 1. März 2020         | 9. Nov. 2020                              | Jennifer Moeller  | Dan Vebber                                   | 1,66 Mio.       | ZABF08     |
| 677        | 15        | Bildschirmlos                                       | Screenless                               | 8. März 2020         | 9. Nov. 2020                              | Michael Polcino   | J. Stewart Burns                             | 1,63 Mio.       | ZABF09     |
| 678        | 16        | Die Bart Verschwörung                               | Better Off Ned                           | 15. März 2020        | 23. Nov. 2020                             | Rob Oliver        | Joel H. Cohen & Jeff Westbrook Idee: Al Jean | 1,70 Mio.       | ZABF11     |
| 679        | 17        | Highway to Well                                     | Highway to Well                          | 22. März 2020        | 23. Nov. 2020                             | Chris Clements    | Carolyn Omine                                | 1,66 Mio.       | ZABF10     |
| 680        | 18        | Maggies erste Liebe                                 | The Incredible Lightness of Being a Baby | 19. Apr. 2020        | 27. Nov. 2020                             | Bob Anderson      | Tom Gammill & Max Pross                      | 1,58 Mio.       | YABF13     |
| 681        | 19        | Krieg der Priester (1)                              | Warrin’ Priests (Part 1)                 | 26. Apr. 2020        | 27. Nov. 2020                             | Bob Anderson      | Pete Holmes                                  | 1,35 Mio.       | ZABF12     |
| 682        | 20        | Krieg der Priester (2)                              | Warrin’ Priests (Part 2)                 | 3. Mai 2020          | 27. Nov. 2020                             | Matthew Nastuk    | Pete Holmes                                  | 1,36 Mio.       | ZABF13     |
| 683        | 21        | Erbarmungslos                                       | The Hateful Eight-Year-Olds              | 10. Mai 2020         | 27. Nov. 2020                             | Jennifer Moeller  | Joel H. Cohen                                | 1,40 Mio.       | ZABF14     |
| 684        | 22        | Der Weg des Hundes                                  | The Way of the Dog                       | 17. Mai 2020         | 27. Nov. 2020                             | Matthew Faughnan  | Carolyn Omine                                | 1,89 Mio.       | ZABF16     |